# Cơ sở giáo dục
Cơ sở giáo dục là nơi mọi người ở các độ tuổi khác nhau có thể tiếp thu nền giáo dục, bao gồm trường mầm non, nhà trẻ, tiểu học, trung học cơ sở, trung học phổ thông và đại học. Các cơ sở giáo dục cung cấp một loạt các môi trường và không gian học tập đa dạng.